# Satyrichthys lingi
Satyrichthys lingi is een  straalvinnige vissensoort uit de familie van pantserponen (Peristediidae). De wetenschappelijke naam van de soort is voor het eerst geldig gepubliceerd in 1933 door Whitley.